# Globuli di Thackeray
I Globuli di Thackeray sono delle nubi oscure molto dense e opache situate nella regione H II IC 2944.
Si tratta di globuli di Bok, scoperti dall'astronomo A. David Thackeray nel 1950 nella parte nordoccidentale della nebulosa che li ospita. Di solito i globuli di Bok sono associati a regioni in cui è in atto la formazione stellare e in cui la luce diffusa dell'idrogeno ionizzato li rende ben visibili come macchie scure di forma irregolare.
Tutti assieme questi globuli contengono una massa pari ad alcune decine di masse solari; in particolare, i due globuli più massicci possiedono una massa pari a 11 e 4 M⊙, e a causa della loro disposizione, sulla linea di vista della Terra appaiono come un unico globulo di dimensioni superiori agli altri, identificato con la sigla Thackeray 1.
Data la loro densità, questi globuli sono dei luoghi adatti alla formazione di nuove stelle di piccola e media massa; tuttavia, l'azione disgregante degli agenti esterni, come la radiazione delle vicine stelle brillanti, rende questi fenomeni assai più limitati.